# Hintersee (llac)
El Hintersee és un llac de l'Alta Baviera de 0,16 km² situat al municipi de Ramsau bei Berchtesgaden, al districte de Berchtesgadener Land. Al costat del llac hi ha un petit nucli d'uns 100 habitants que rep el mateix nom que el llac. La seva formació és posterior a les glaciacions i deguda a un despreniment procedent dels Reiter Alm i dels Hochkalter que va formar una presa natural. El llac té un petit emissari que l'uneix al riu Ramsauer Ache.
El llac i els paisatges que l'envolten són un atractiu turístic molt important i des d'antic han estat visitats per importants pintors, com Carl Rottmann, i han estat utilitzats a moltes pel·lícules. Hi ha una embarcació amb motor elèctric que permet travessar el llac, també es poden llogar embarcacions a pedals.